# Studio 54

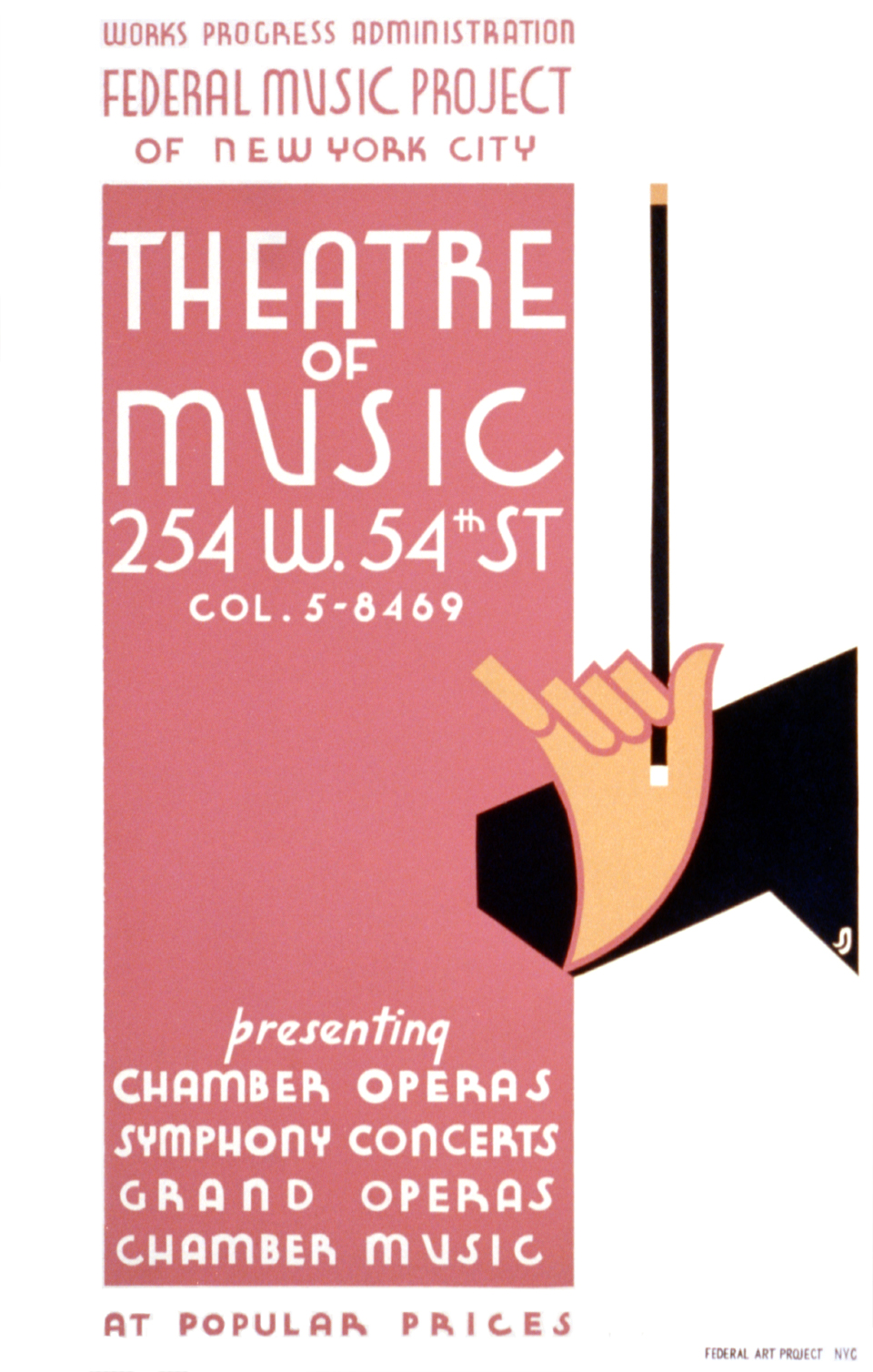
Logo för WPA Theatre of Music som fanns på adressen före Studio 54.

Studio 54 var en legendarisk nattklubb i New York under discoeran i slutet av 1970-talet. Klubben öppnade den 26 april 1977 i lokaler som tidigare hade varit en TV-studio. Steve Rubell och Ian Schrager grundade klubben och var dess ägare till februari 1980 då de blev dömda till fängelse för skattebrott och klubben fick stängas. Klubben öppnades igen i september 1981 och drevs första halvan av 80-talet av Philip Pilevsky, innan Studio 54 slutligen stängde för gott 1986.

## Tidig historia
På 254 West 54th Street på Manhattan, New York - där Studio 54 hade sina lokaler - öppnade i februari 1927 Gallo Opera House. Men det var ingen lyckad opera, och under de första tio åren bytte inrättningen namn flera gånger. Bland annat togs namnet New Yorker Theater.
1942 köpte tv-bolaget CBS lokalerna och döpte om det till Studio 52, som kom sig av att det var den 52:a studion CBS köpte. Från 50-talet ända in till mitten av 70-talet använde CBS studion för shower som What's My Line?, The $64,000 Question, Password, To Tell the Truth, Beat the Clock, The Jack Benny Show, I've Got a Secret, Ted Mack's Original Amateur Hour och Captain Kangaroo. Även såpoperan Love of Life producerades i studion ända fram till 1975.
1976 sålde CBS Studio 52, eftersom man valde att omlokalisera majoriteten av sin produktion till Ed Sullivan Theater (studio 50).

## Storhetstiden
När CBS beslut om att sälja lokalerna blev officiellt, höjdes flera röster för att göra om lokalerna till ett trendigt diskotek. Steve Rubell och Ian Schrager hade en klubb i Queens kallad Enchanted Garden, men ville ta steget över till Manhattan. 1977 köpte de lokalerna och gav den nya klubben namnet Studio 54, efter namnet på gatan: West 54th Street.
Inför premiäröppnandet 26 april 1977 skickades över 5 000 inbjudningar ut till en särskilt utvald skara av jet set-folk. När den stora kvällen kom fanns kändisar som Cher, Mick och Bianca Jagger, Liza Minnelli, Jerry Hall, Margaux Hemingway, Debbie Harry, de nygifta Donald och Ivana Trump, Rick Hilton och Kathy Hilton med flera. Utanför dörrarna stod massor av människor som ville in, men bara några få lyckliga tog sig in. Inte ens stjärnor som Warren Beatty eller Frank Sinatra kunde ta sig in, mycket på grund av Studio 54's svårfångade dörrvakt, Marc Benecke.
Studio 54 sköttes av den utåtriktade och offentligt synliga Steve Rubell och hans mer tillbakadragna partner Ian Schrager. Under klubbens storhetstid blev Rubell känd för att handplocka gäster från de stora massorna utanför dörrarna. Han valde vackra, vanliga människor som skulle blandas med de glamorösa kändisarna.
"Studio" som blev smeknamnet på klubben, blev känd för sin hedonism och dekadens. Det fanns balkonger på insidan som användes för sexuella eskapader och droganvändandet var väl utbrett bland gästerna.
I december 1978 sade Steve Rubell till pressen att klubben hade bringat in sju miljoner dollar under sitt första år och att bara maffian tjänade mer pengar. Strax därefter utsattes Studio 54 för en razzia och både Rubell och Schrager greps för skattebrott. Efter gripandet anklagade Rubell Vita husets stabschef, Hamilton Jordan, för att ha sniffat kokain i klubbens källare. En jury möttes 19 gånger och 33 vittnen förhördes innan det slogs fast att Rubells vittnesmål inte var trovärdigt.
Klubben stängde med en sista avskedsfest kallad "The End of Modern-day Gomorrah" (ung. Slutet på dagens Gomorra). Det var den 4 februari 1980. Diana Ross, Richard Gere, Gia Carangi, Reggie Jackson och Sylvester Stallone (som enligt legenden ska ha köpt den allra sista drinken) tillhörde gästerna den här kvällen.

## 80-talet
1981 såldes klubben av Rubells JISA Associates till Philip Pilevsky för 2,2 miljoner dollar. Pilevsky i sin tur hyrde ut Studio 54 till Mark Fleischman som hade nypremiär för klubben den 12 september 1981. Kändisar fortsatte att komma i drivor till klubben (en vanlig kväll 1983 hade man gäster som Boy George, Janet Jackson, Demi Moore, Tom Cruise, Madonna och George Michael), även om en del av den sensationella magin hade svalnat. I mars 1986 stängde även den här återuppståndna klubben eftersom den inte längre lockade folk och helt enkelt blivit omodern.
1998 gjordes en film om klubbens historia, se Studio 54.
1990 flyttade rockklubben The Ritz till Studio 54s gamla lokaler. Under den tiden spelade artister som David Bowie med Tin Machine, Nine Inch Nails, Alice Cooper, Icon, Ace Frehley, The Jesus and Mary Chain och Todd Rundgren på klubben. Guns'N Roses filmade livesekvenserna till videon You Could Be Mine i denna lokal.

## Mecenater
- Woody Allen[1]
- Bella Abzug[1]
- Drew Barrymore[2]
- Mikhail Baryshnikov[3]
- John Belushi[4]
- Leonard Bernstein[5]
- Jacqueline Bisset[3]
- David Bowie[6]
- Truman Capote[1]
- Gia Carangi[7]
- Allan Carr[8]
- Cher[3]
- Pat Cleveland[9]
- Salvador Dalí[10]
- Divine[11]
- Faye Dunaway[12]
- Doris Duke[1]
- Farrah Fawcett[6]
- Ric Flair[13]
- Betty Ford[14]
- David Geffen[15]
- Martha Graham[14][9]
- Richard Gere[7]
- Jerry Hall[16]
- Halston[17][14]
- Debbie Harry[16]
- Margaux Hemingway[3]
- Tommy Hilfiger[18]
- Lauren Hutton[1]
- Michael Jackson[16]
- Bianca Jagger[16][3]
- Mick Jagger[16]
- Rick James[13]
- Bruce Jenner[8]
- Elton John[16]
- Grace Jones[16]
- Tom Jones (singer)[19]
- Jackie Kennedy Onassis[13]
- Eartha Kitt[19]
- Calvin Klein[16]
- Karl Lagerfeld[3]
- Timothy Leary[19]
- Lorna Luft[3]
- George Michael[6]
- Bette Midler[19]
- Liza Minnelli[3][14]
- Freddie Mercury[13]
- Al Pacino[13]
- Dolly Parton[3]
- Paloma Picasso[20]
- Richard Pryor[19]
- Gilda Radner[21]
- Lou Reed[13]
- Geraldo Rivera[22][23]
- Diana Ross[3]
- Brooke Shields[16][24]
- Sylvester Stallone[3]
- Tallulah (DJ)[25][26]
- Elizabeth Taylor[16][3][14]
- John Travolta[16]
- Margaret Trudeau[19]
- Donald och Ivana Trump[3]
- Tina Turner[16]
- Valentino (fashion designer)[20]
- Diane von Fürstenberg[17]
- Diana Vreeland[11]
- Andy Warhol[16]
- Robin Williams[19]